# Alsókálosa
Alsókálosa (szlovákul: Nižná Kaloša) Kálosa településrésze, egykor önálló falu Szlovákiában, a Besztercebányai kerületben, a Rimaszombati járásban, Tornaljától 10 km-re nyugatra.

## Története

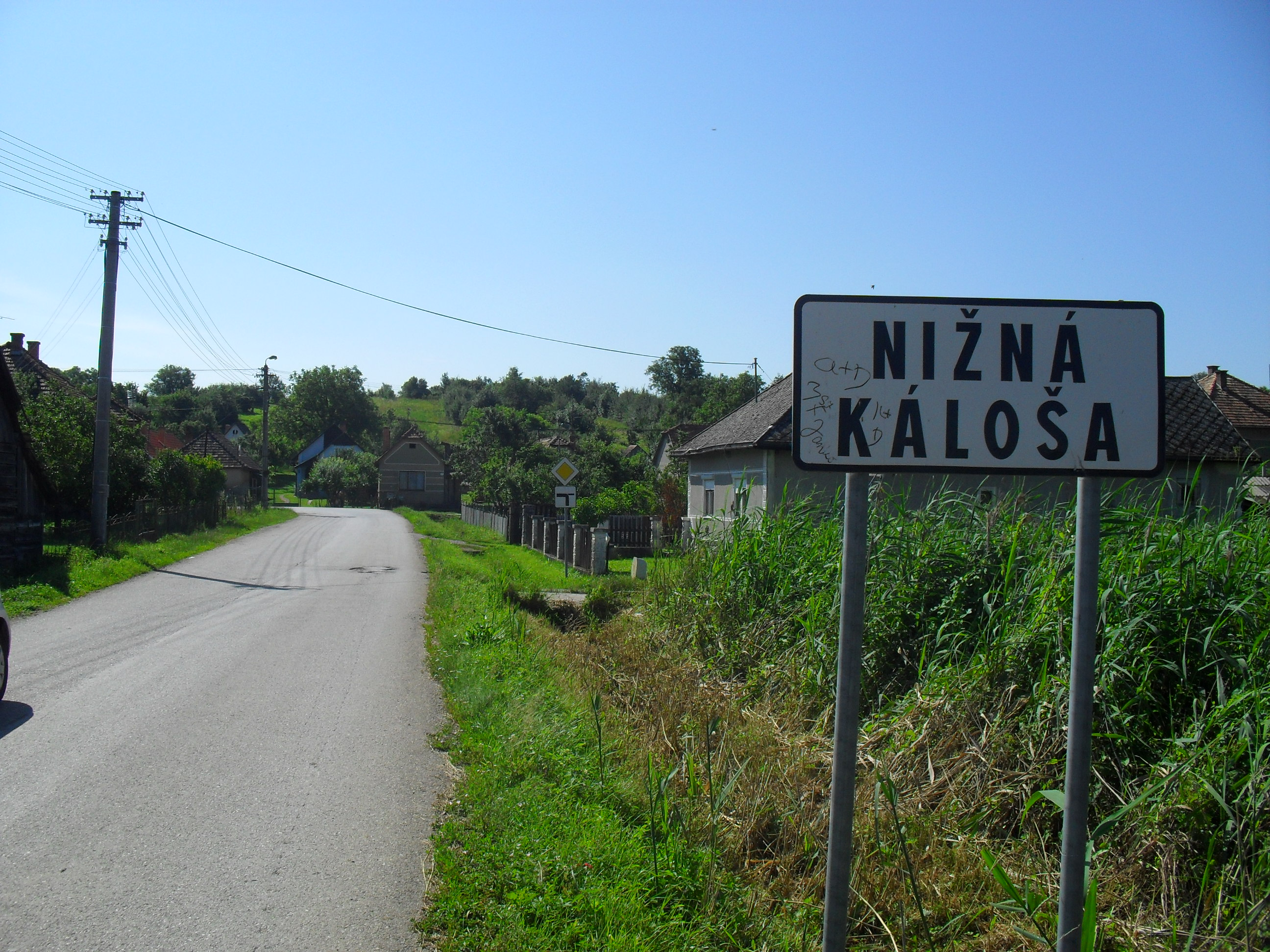
Helységnévtábla

A bronzkorban a pilinyi kultúra népe, később a hallstatti kultúra népe lakta a falu területét, de a római korban is barbár település állt itt. Kálosa település kezdeteit a tatárjárás utáni időre teszik, amikor IV. Béla a harcokban hűséges híveinek adta a területet.
A falut 1247-ben "Calysa" néven említi először oklevél. A 15. században a Korláti család birtoka, később több birtokosa volt.
Alsókálosát 1458-ban említik először külön "Also Kalosa" néven. 1683-ban a török ellen vonuló lengyel-litván hadak pusztították el a települést. 1828-ban 58 házában 453 lakos élt. Lakói főként mezőgazdasággal foglalkoztak.
Vályi András szerint "Alsó, Felső Kalosa. Két magyar faluk Gömör Várm. földes Urai Dráskóczy, és több Uraságok, lakosai katolikusok, és reformátusok, fekszenek Gömörhöz 3/4 mértföldnyire, földgyeik jó gabonát termők, piatzozások két, ’s három mértföldnyire, legelőjök van elég, ’s mind a’ két féle fájok is, malmok a’ szomszédságokban."
Fényes Elek szerint "Kálosa (Alsó-), magyar falu, Gömör vmegyében, a Dapsi puszta és Mihályfalva helység szomszédságában a Vály völgyén fekszik. Ékesíti ezen helységet Draskóczi Sámuel ur kastélya s nagy kiterjedésü kerte, ugy a Hevessi uraknak uri lakhelyük, ezek, s ugy a reformatusok temploma dombon van épülve. Számlál ezen helység 480 lelket, kik közül 460 reform., 5 r. kath., 15 evang., s mindnyájan magyar ajkuak. Van az egész helységben 13 4/8 urbéri, 12 3/8 allodialis házhely, 10 urbéri s 6 majorsági zsellér. Könnyü munkáju szántóföldje dombokból áll, mind a mellett buzát, gabonát s egyebeket igen jól megterem, rétje elegendő szénát ád s jót, ha a Vály völgyéről a helység rétjén lefolyó patak el nem önti. Az egész helységet Draskóczi és Hevessiek birják. Ut. p. Tornalja."
Gömör-Kishont vármegye monográfiája szerint "Alsókálosa, vágvölgyi magyar kisközség. Házainak száma 88, lakosaié, a kik túlnyomó számban ev. reformátusok, 444. E község 1427-ben mint a Korláth család birtoka szerepel. 1458-ban a Horváth és a Draveczky család, később a Draskóczy és a Hevessy család bírja. Most Hámos Lászlónénak és Hevessy Jánosnak van itt nagyobb birtoka és mindegyiknek csinos úrilaka. Az előbbit a mult század elején Draskóczy Sámuel építtette, az utóbbit pedig Hevessy Péter. Az ev. ref. templom 1889-ben épült. Az egyház birtokában 1648-ból való érdekes úrasztali pohár van, melyet Ödönffi Vinnay Borbála adott az egyháznak. 1894-ben a falunak fele leégett. A községhez tartoznak Téski, Ablonczi, Dapsi és Lónyúzó puszták, melyek közül az első három hajdan külön-külön község volt. Téski puszta 1427-ben Thyske néven, Alsó és Felső melléknévvel, mint két község szerepel. Birtokosai közé tartozott az időben a Fügei család, nem sokkal ezután pedig a Kozma és a Csató család is. Abloncz pusztáról már 1427-ből szólnak az írott emlékek. 1525-ből Haboók nevű birtokosát ismerjük, kit a Kozma család követett. Dapsi puszta 1427-ben mint a Ravasz család birtoka van említve. A község postája Füge, távírója és vasúti állomása Tornallya."
1910-ben 471, túlnyomórészt magyar lakosa volt. A trianoni diktátumig területe Gömör-Kishont vármegye Tornaljai járásához tartozott, ezután a csehszlovák állam része lett. 1938 és 1944 között újra Magyarországhoz tartozott.
Alsó- és Felsőkálosát 1961-ben egyesítették.

## Nevezetességei
- Református temploma 1889-ben épült késő klasszicista stílusban.
- Nemesi kúria a 19. század elejéről.